# Raissa Feudjio
Raissa Feudjio (nombre de nacimiento: Raissa Feudjio Tchuanyo, Yaundé, Camerún, 29 de octubre de 1995) es una futbolista camerunesa. Juega de centrocampista y su equipo actual es el Granadilla Tenerife de la Primera División de España. Es internacional absoluta por la selección de Camerún.
Formó parte de los equipos de Camerún que jugaron los Juegos Olímpicos de Londres 2012, y las Copas del Mundo de 2015 y 2019.

## Clubes
| Club                | País      | Año           |
| ------------------- | --------- | ------------- |
| Trabzon İdmanocağı  | Turquía   | 2013-2014     |
| Merilappi United    | Finlandia | 2015          |
| Åland United        | Finlandia | 2016-2017     |
| Granadilla Tenerife | España    | 2018-presente |